# Jean-Yves Tilliette
Jean-Yves Tilliette (* 26. Januar 1954 in Paris) ist ein französischer mittellateinischer Philologe.

## Leben
Nach der Agrégation des lettres 1976 war er Dozent für Latein an den Universitäten von Paris 8 (1976–1978), dann Paris-XII (1978–1979). Am 2. Juli 1981 schloss er die Doktorarbeit in Latein Rhetorik und Poetik unter mittelalterlichen lateinischen Dichtern. Seit 1990 lehrte er als ordentlicher Professor für mittelalterliche lateinische Sprache und Literatur an der Faculté des lettres der Universität Genf. 2017 wurde er zum Mitglied der Académie des Inscriptions et Belles-Lettres gewählt. Er ist Träger des Ordre des Palmes Académiques (Ritter).

## Schriften (Auswahl)
- Des mots à la parole. Une lecture de la Poetria nova de Geoffroy de Vinsauf. Genf 2000, ISBN 2-600-00445-9.
- (Hrsg.): Baudri de Bourgueil. Poèmes. Paris 2012, ISBN 978-2-251-33640-4.
- mit Arnaud Zucker, Jacqueline Fabre-Serris und Gisèle Besson (Hrsg.): Lire les mythes. Formes, usages et visées des pratiques mythographiques de l’Antiquité à la Renaissance. Villeneuve-d’Ascq 2016, ISBN 978-2-7574-1154-4.
- mit Pascale Bourgain (Hrsg.): Le sens du temps. Actes du VIIe congrès du Comité international de latin médiéval (Lyon, 10–13.09.2014). Genf 2017, ISBN 978-2-600-04752-4.